# Castello di Aiello Calabro
Il castello di Ajello è il castello che sovrasta il paese di Aiello Calabro, in provincia di Cosenza, località del basso Tirreno cosentino.

## Storia
La forte posizione dell'attuale castello era già stata fortificata in epoca bizantina, probabilmente per resistere alle scorrerie arabe (la vicina città marittima di Amantea fu emirato arabo tra l'846 e l'885-886 e poi nuovamente conquistata dagli arabi siciliani tra il 976 e il 1031-1032). In seguito, il castello di Aiello resisté per quattro mesi a Roberto il Guiscardo nel 1065, che perse nell'assedio due nipoti, fatti poi seppellire presso l'abbazia di Sant'Eufemia.
In epoca sveva Aiello fu feudo di Riccardo di Salerno, figlio di Matteo di Salerno, cancelliere e protonotario di Federico II di Svevia, e fratello di Nicola di Salerno, arcivescovo di Salerno: acquistò perciò grande importanza, non più solo per motivi strategici, ma anche economici e sociali.
Nel 1269 Aiello ed Amantea, assieme ad altri luoghi della Calabria, si ribellarono al nuovo sovrano Carlo I d'Angiò, un francese imposto dal Papato e dal Regno di Francia per scalzare il discendente della casata sveva, Corradino di Svevia. Aiello fu così assediata dalle truppe del giustiziere di Val di Crati Giovanni Brayda e dell'arcivescovo di Cosenza Tommaso Agni da Lentini. Una volta conquistata, divenne la base per la riconquista di Amantea. I ribelli catturati furono rinchiusi nel castello di Aiello e puniti atrocemente, con l'estrazione di entrambi gli occhi o simili punizioni sanguinarie.
Per questo nel 1270 la guarnigione del castello di Aiello risultava la più numerosa della Calabria assieme a quella di Stilo. Il paese, che contava circa un migliaio di abitanti, doveva pagare pesanti tasse per il mantenimento di una guarnigione così grande. I castellani peraltro ricevevano stipendi favolosi: a titolo di esempio, sappiamo che Giovanni di Sorrento, capitano e castellano nel 1421, riceveva uno stipendio annuo di 30 onze, calcolate in circa 73 milioni di lire del 1994 (circa 35.000 euro attuali).
Nel 1463 Ferrante d'Aragona concesse il feudo di Aiello, appena riconquistato dopo l'ultimo tentativo angioino di riprendersi il Regno di Napoli, al fedele Ferdinando de Siscar, difensore di Cosenza durante la rivolta angioina. I Siscar mantennero il possesso del feudo e delle sue pertinenze (Serra d'Aiello, Lago, Cleto) fino al 1563, anno in cui lo vendettero ai Cybo-Malaspina per 38.000 ducati.
Nel frattempo, durante la breve parentesi dell'occupazione francese del Regno di Napoli condotta da Carlo VIII di Francia (1496-1498), Aiello fu la roccaforte degli aragonesi fedeli al re Ferrante d'Aragona, esule ad Ischia. Perciò venne assediata dai francesi, e liberata non senza gravi perdite da Gonzalo Fernández de Córdoba.
Nel Cinquecento il castello di Aiello era uno dei più grandi e notevoli dell'Italia meridionale. Il suo progressivo abbandono fu determinato dai danni del terremoto del 1638, e da quelli ancor più gravi del terremoto del 1783, che tra l'altro uccise il castellano Giuseppe Parise. Nel 1789 il tenutario del feudo Carlo Di Tocco, duca di Popoli (cognato della legittima feudataria Maria Teresa Cybo), ordinò un inventario del castello, con l'intenzione di restaurarlo: ma la situazione si rivelò tanto disastrata che fu abbandonato ogni progetto.
Il terremoto del 1905 provocò il distaccamento di blocchi della roccia del castello, che caddero sull'abitato distruggendo alcune case.
Negli anni Novanta è stata avviata la pulizia dell'area del castello, altrimenti abbandonata alla vegetazione. Nel 2008 sono partiti i lavori di pavimentazione ed illuminazione della strada d'accesso, costati 240.000 euro e terminati nel 2011.

## Descrizione
Del castello oggi restano solo alcune mura perimetrali e delle torri speronate, tuttavia originariamente doveva avere una pianta trapezoidale provvista di sole due torri, rivolte ad est e a nord, perché gli altri due lati sono già naturalmente inaccessibili.